# 香坂透
香坂 透（こうさか とおる、6月 - ）は、日本の漫画家。血液型はA型。双子座。

## 人物・経歴
近畿地方出身。代表作に「お金がないっ」シリーズ等があり主にボーイズラブ漫画を手掛けている。小説の挿画でも活躍中。好きなものはミニチュアなもの、資料本。嫌いなことは部屋の片付け。代表作「お金がないっ」シリーズを中心に篠崎一夜との共同作品がほとんどである。

## 漫画作品
桜桃書房
- 殴る白衣の天使（2000年）
- 愛してるって言わなきゃ殺す。（2001年）

幻冬舎コミックス
- お金がないっ（2003年 - 、コミックバーズ）
  - お金じゃ買えないっ（2004年12月25日、リンクスロマンス）
  - お金しかないっ（2004年11月30日、リンクスロマンス）
  - お金じゃないっ（2005年5月25日、リンクスロマンス）
- 学園人体錬金術（2003年、リンクスロマンス）
- ブラザー×ファッカー（2007年、リンクスロマンス）
- ブラックシープ・ダウン（2009年）
- 変身できない（2011年）
- ブラザー×セクスアリス（2013年）
- 男しかいない国のアリス（2022年[1] - 、既刊3巻）

## 画集
- 『香坂透画集 鍵のかかる天国。』（幻冬舎〈幻冬舎コミックス〉、2008年3月31日第1刷発行）ISBN 978-4-344-81278-9